# ۹۰۱ (خورشیدی)
۹۰۱ نهصد و یکمین سال هجری خورشیدی است.